# Stabia (corvetta)
La Stabia è stata una corvetta in servizio presso la Real Marina del Regno delle Due Sicilie, prima nave varata dal Cantiere di Castellammare di Stabia il 10 gennaio 1786.

## Storia Operativa
Della storia operativa di questa nave non si conosce molto nel dettaglio. È documentato che durante la rivoluzione napoletana del 1799 fu temporaneamente trasformata in prigione dai realisti guidati dal cardinale Ruffo, e che accolse tra i suoi ospiti anche Guglielmo Pepe.
Nel 1813, assegnata al pattugliamento delle acque territoriali e comandata dal Capitano Acton, fu testimone di un fenomeno tellurico sottomarino nel quale ci fu uno sbocco di gas dall'acqua e la perdita di una nave sconosciuta.
Con decreto del 17 ottobre 1820 la corvetta Stabia viene venduta insieme ad altre unità ormai giudicate inutilizzabili dalla marina (vascello San Ferdinando, fregata Cerere, corvette Aurora e Fama, golette Lampo, S. Isabella e Gioja, nove cannoniere e altro naviglio minore).

## Comandanti
Conte di Thourn
Capitano Acton